# Walter Schürmann (Radsportler)
Walter Schürmann (* 20. November 1929 in Dortmund)  ist ein ehemaliger deutscher Radrennfahrer.
Walter Schürmann fuhr Radrennen als Profi Anfang der 1950er bis Mitte der 1950er Jahre. 1949 wurde er Deutscher Meister im Straßenrennen der Amateure. Er war mit 13 Siegen der mit Abstand erfolgreichste Amateur bei Straßenrennen in Deutschland während der Saison 1949. Schürmann startete für den Verein Sturm Hombruch-Dortmund. 1950 trat er zu den Profis über und fuhr vier Jahre lang für das Radsportteam Bismarck. 1952 wurde er Deutscher Meister im Zweier-Mannschaftsfahren, mit Fritz Siefert. 1955 wurde er mit Valentin Petry in dieser Disziplin nationaler Vize-Meister und 1956 Dritter mit Heinz Müller.
Fünfmal zwischen 1950 und 1955 startete Schürmann bei der Deutschland-Rundfahrt, ohne sich jedoch platzieren zu können. Auch fuhr er 20 Sechstagerennen und konnte jeweils mit Otto Petry dreimal einen dritten Platz erringen.